# یشیل‌حصار (خواجه‌لار)
یشیل‌حصار (به ترکی استانبولی: Yeşilhisar) یک منطقهٔ مسکونی در ترکیه است که در استان افیون قره‌حصار واقع شده‌است. یشیل‌حصار ۲٬۱۳۶ نفر جمعیت دارد و ۱٬۰۰۰ متر بالاتر از سطح دریا واقع شده‌است.